# 火车南站站 (杭州地铁)
火车南站站是杭州地铁5号线的地铁车站，位于中华人民共和国浙江省杭州市萧山区新塘街道的杭州南站下方。此站亦可换乘绍兴轨道交通城际线。由于杭州南站东广场仍处于施工阶段，本站未能和5号线后通段一起在2020年4月23日开通，在开通之前，列车以大约50千米每小时的速度通过，不停靠本站。配合铁路杭州南站投入运营，本站于2020年6月30日开通。

## 车站结构
该站位于铁路杭州南站东广场地下，总面积为22676.8㎡，车站主体工程长314m，标准段宽25m，站台宽14m，车站埋深为23.76m，为地下岛式车站。由于5号线和另一条规划线路在将会在本站换乘，因此该车站设计为地下三层结构。
因站厅建立于杭州南站到达层，与杭州南站枢纽融为一体，故本站不设出入口。

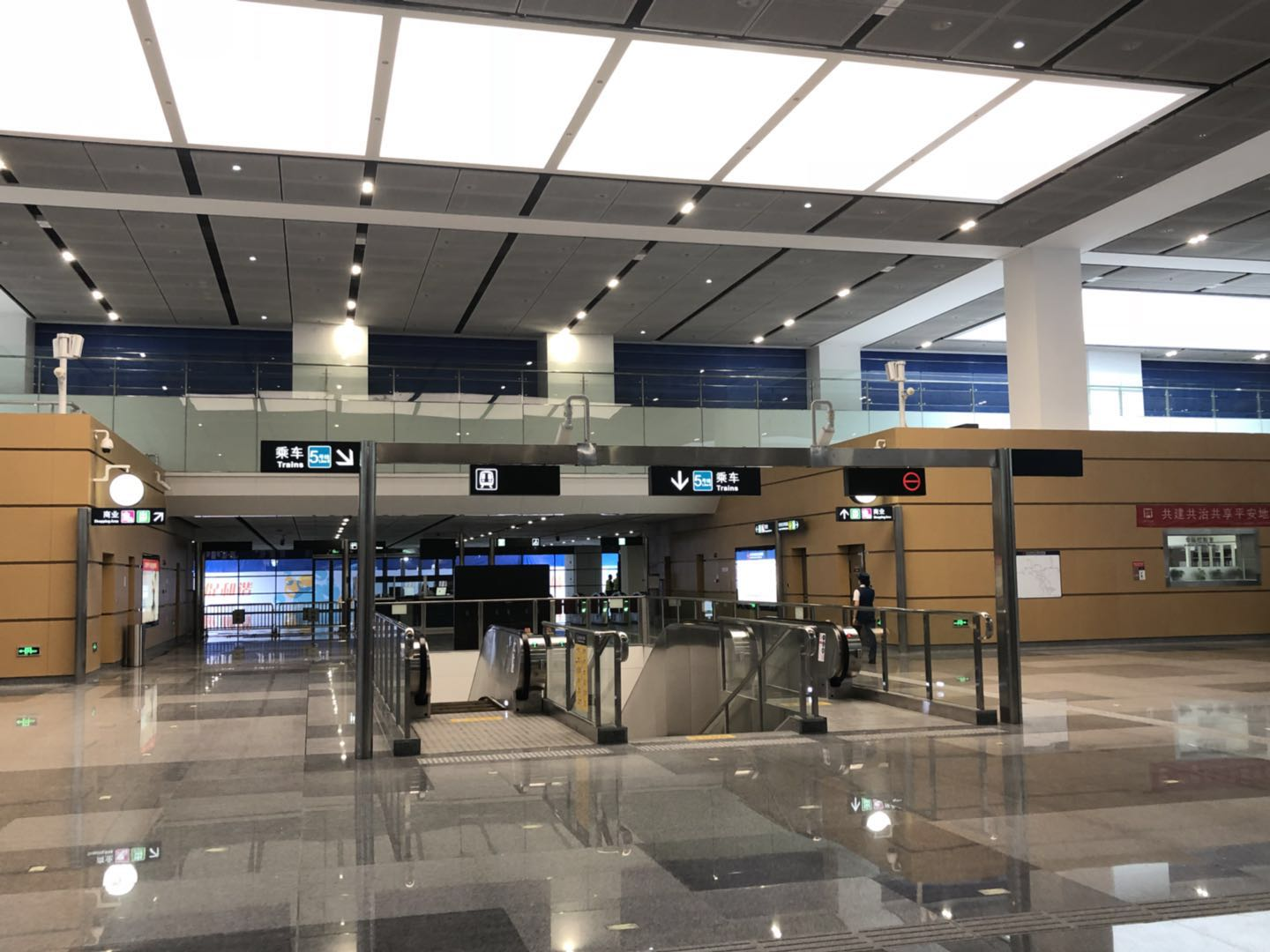
站厅。该站不单独设置出入口，站厅与国铁杭州南站到达层联通
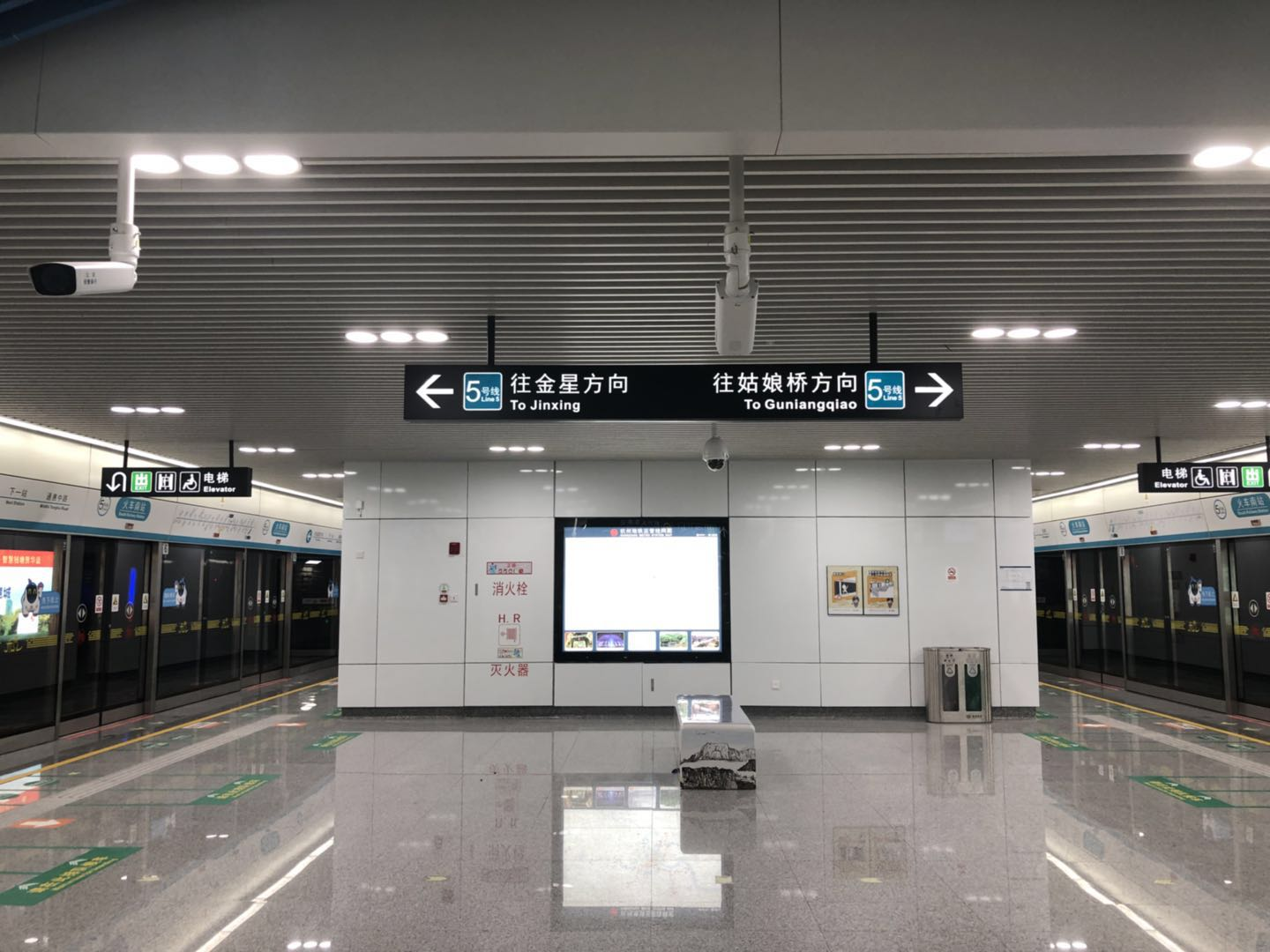
站台

### 楼层分布
| -1层 | 站厅               | 杭州南站到达层、出入口、自动售票机、客服中心 |  |  |
| -3层 |                    | █ 5号线 往南湖东（通惠中路）                 |  |  |
|      | 岛式站台，左侧开门 |                                              |  |  |
|      |                    | █ 5号线 往姑娘桥（双桥）                     |  |  |

## 接驳交通
- 杭州公交

- 杭州公共自行车

## 未来发展
远期规划中将有另外一条线路在此与5号线实现换乘。